# 시뤄진

시뤄진의 위치

시뤄진(한국어: 서라진, 중국어: 西螺鎮, 병음: Xīluó Zhèn)은 대만 윈린현의 진이다. 넓이는 49.7985km2이고, 인구는 2015년 8월 기준으로 46,962명이다.

## 역사
원래 원주민인 홍아족(洪雅族) 평포사(平埔社)의 거주지였던 시뤄진이지만 1723년에 복건으로부터의 입식자에 의해 농업 개발이 시작되었다. 1887년에 운림현이 성립하면서 두육청에 귀속했고 일본의 통치 시대에는 1901년에 도로쿠청(斗六廳)의 관할이 되었지만 이후 1903년에 도로쿠청의 폐지와 함께 가기청(嘉義廳) 관할로 개편되었다. 1918년부터 1920년에 걸친 줘수이시(濁水渓)의 하도 개수와 함께 행정구 개편이 행해져 다이난주의 관할이 되었고 시뤄가(西螺街)가 설치되었다. 1945년, 2차 대전 후에 시뤄가는 시뤄진으로 개칭되어 타이난현에 속하게 되었다. 1950년 10월의 지방 행정구 개혁으로 윈린현에 귀속되어 현재에 이르고 있다.

## 교통
- 국도 1호선